# Gerhard Auer
Gerhard Auer (29. června 1943 Teplá – 21. září 2019 Rodalben) byl německý veslař. Na Letních olympijských hrách 1972 v Mnichově byl členem posádky čtyřky s kormidelníkem, která získala zlatou medaili.